# Agustín Martegani
Agustín Alberto Martegani (Rojas, 20 maggio 2000) è un calciatore argentino, centrocampista del Boca Juniors.

## Carriera
Cresciuto nel settore giovanile del San Lorenzo, debutta in prima squadra il 9 maggio 2019 in occasione dell'incontro di Coppa di Lega vinto 1-0 contro il Godoy Cruz. Il 22 maggio 2019 esordisce in Copa Argentina in una gara contro l'Estudiantes. L'11 ottobre 2021 mette a segno la sua prima rete in campionato nella gara persa per 2-1 in casa contro il Colón. L'anno successivo, debutta in Copa de la Liga e mette a segno la sua prima rete nella gara persa in casa per 4-3 contro il Defensa y Justicia.
Martegani aveva disputato 18 gare e segnato tre reti durante la stagione 2022 quando è stato escluso dall'allenatore Rubén Insúa per una partita contro il Tigre nel giugno 2022 a seguito di un'offerta di trasferimento ritenuta intorno ai 4 milioni di dollari dal Flamengo. Il San Lorenzo, in quel periodo, ricevette persino un'offerta da parte del Verona, respinta perché considerata da parte del club argentino troppo bassa per essere accettata.
Il 25 agosto 2023 viene acquistato dalla Salernitana con la formula del prestito con diritto di riscatto. Debutta ufficialmente in Serie A il 28 agosto 2023 nella gara pareggiata per 1-1 in casa contro l'Udinese, subentrando ad Emil Bohinen al 53' minuto. Mette a segno la prima rete in granata il 21 gennaio 2024 nella sconfitta casalinga contro il Genoa (1-2). Durante lo svolgimento della stagione, il giocatore sarà relegato svariate volte in panchina, subentrando spesso nel secondo tempo. Termina la stagione totalizzando 19 presenze con la squadra retrocessa in Serie B. Il 9 giugno 2024 viene comunicato che la compagine granata non avrebbe esercitato il diritto di riscatto da 4 milioni di euro per il giocatore, rimandandolo di fatto in patria.
Il 29 luglio 2024 viene ceduto a titolo definitivo al Boca Juniors. Debutta ufficialmente con la maglia azul y oro due giorni dopo la firma, in una gara contro il Banfield. Il 16 agosto sigla il proprio debutto in Coppa Sudamericana, in occasione di una gara contro i brasiliani del Cruzeiro valida per gli ottavi di finale. Termina i suoi primi 5 mesi con il club di Buenos Aires collezionando 11 presenze e nessuna rete.  

## Statistiche

### Presenze e reti nei club
Statistiche aggiornate al 22 febbraio 2025.
| Stagione            | Squadra             | Campionato          | Campionato | Campionato | Coppe nazionali | Coppe nazionali | Coppe nazionali | Coppe continentali | Coppe continentali | Coppe continentali | Altre coppe | Altre coppe | Altre coppe | Totale | Totale |
| Stagione            | Squadra             | Comp                | Pres       | Reti       | Comp            | Pres            | Reti            | Comp               | Pres               | Reti               | Comp        | Pres        | Reti        | Pres   | Reti   |
| ------------------- | ------------------- | ------------------- | ---------- | ---------- | --------------- | --------------- | --------------- | ------------------ | ------------------ | ------------------ | ----------- | ----------- | ----------- | ------ | ------ |
| 2018-2019           | San Lorenzo         | PD                  | -          | -          | CA              | 1               | 0               | -                  | -                  | -                  | -           | -           | -           | 1      | 0      |
| 2021                | San Lorenzo         | PD                  | 6          | 1          | CA+CdL          | 0+1             | 0               | -                  | -                  | -                  | -           | -           | -           | 7      | 1      |
| 2022                | San Lorenzo         | PD                  | 18         | 0          | CA+CdL          | 1+14            | 0+3             | -                  | -                  | -                  | -           | -           | -           | 33     | 3      |
| gen.-ago. 2023      | San Lorenzo         | PD                  | 16         | 0          | CA              | 2               | 0               | CS                 | 6                  | 0                  | -           | -           | -           | 24     | 0      |
| Totale San Lorenzo  | Totale San Lorenzo  | Totale San Lorenzo  | 40         | 1          |                 | 19              | 3               |                    | 6                  | 0                  |             | -           | -           | 65     | 4      |
| 2023-2024           | Salernitana         | A                   | 18         | 1          | CI              | 1               | 0               | -                  | -                  | -                  | -           | -           | -           | 19     | 1      |
| lug.-dic. 2024      | Boca Juniors        | PD                  | 8          | 0          | CA              | 1               | 0               | CS                 | 2                  | 0                  | -           | -           | -           | 11     | 0      |
| 2025                | Boca Juniors        | PD                  | 1          | 0          | CA              | 1               | 0               | CL                 | 0                  | 0                  | Cmc         | -           | -           | 2      | 0      |
| Totale Boca Juniors | Totale Boca Juniors | Totale Boca Juniors | 9          | 0          |                 | 2               | 0               |                    | 2                  | 0                  |             | -           | -           | 13     | 0      |
| Totale carriera     | Totale carriera     | Totale carriera     | 67         | 2          |                 | 22              | 3               |                    | 8                  | 0                  |             | -           | -           | 97     | 5      |